# Peter Woodring
Peter Woodring (ur. 5 lutego 1968 w Kentfield w Kalifornii) – amerykański piłkarz. W 1993 roku został powołany przez Velibora Milutinovicia do kadry na Copa America 1993. Tam był rezerwowym zawodnikiem swojej drużyny i nie zagrał w żadnym z meczów. Ogółem w reprezentacji wystąpił w 3 meczach.